# Cvetanovac
Cvetanovac (en serbe cyrillique : Цветановац) est un village de Serbie situé dans la municipalité de Ljig, district de Kolubara. Au recensement de 2011, il comptait 397 habitants.

## Histoire

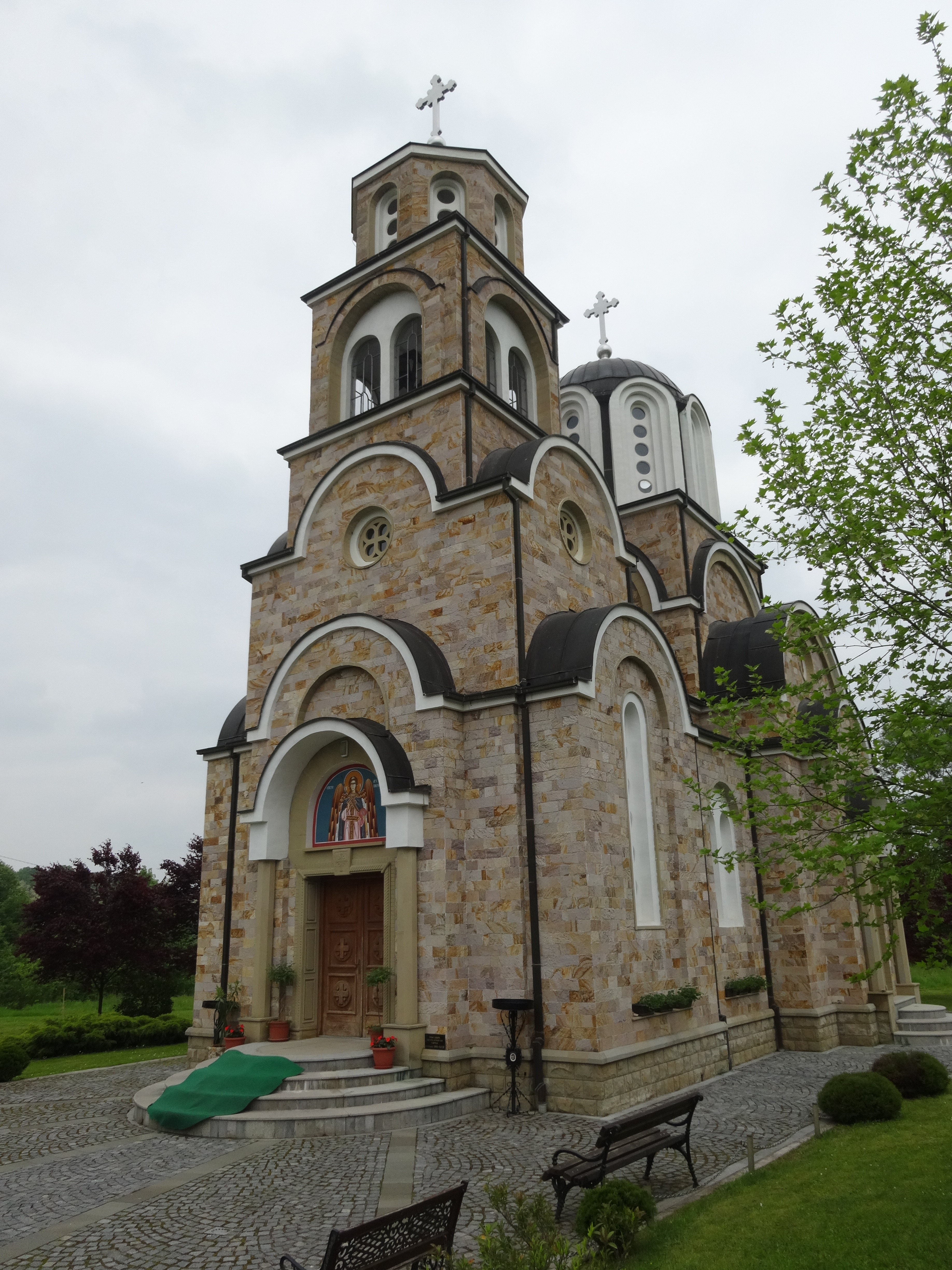
L'église Saint-Gabriel de Cvetanovac

### Liens externes

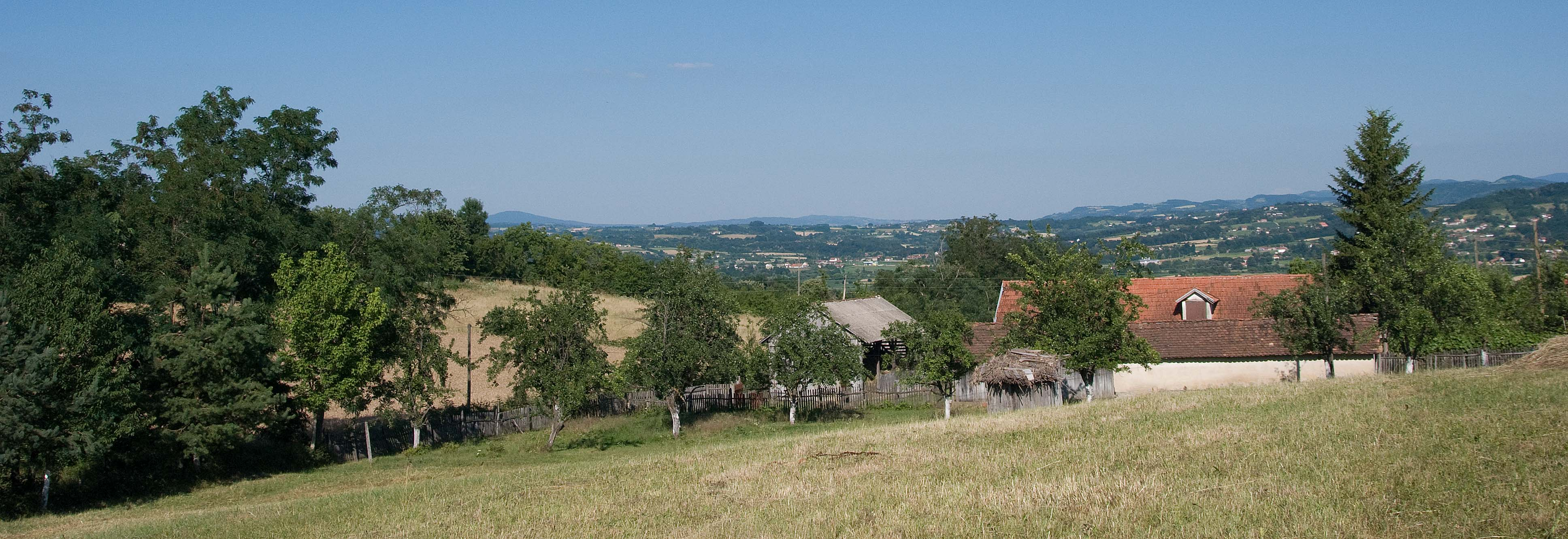
Vue générale de Cvetanovac

## Démographie

### Évolution historique de la population
| 1948 | 1953 | 1961 | 1971 | 1981 | 1991 | 2002 | 2011 |
| ---- | ---- | ---- | ---- | ---- | ---- | ---- | ---- |
| 638  | 649  | 621  | 549  | 500  | 548  | 594  | 397  |

|  |